# Astrid Paprotta
Astrid Paprotta (* 31. Mai 1957 in Düren) ist eine deutsche Schriftstellerin.
Sie studierte Heilpädagogik und Psychologie und arbeitete in verschiedenen psychiatrischen Einrichtungen, bevor sie zum Journalismus wechselte. Neben Reportagen und Essays schrieb sie zwei Bücher zum Thema Werbung. Im Jahre 1997 veröffentlichte Astrid Paprotta ihren ersten Roman. Ihm folgten weitere Kriminalromane. Heute lebt und arbeitet sie in Frankfurt am Main.

## Werke

### Romane
- 1996 Melitta-Mann jagt Dr. Best; Frankfurt am Main: Eichborn. ISBN 3-8218-3404-8
- 1997 Der Mond fing an zu tanzen; Frankfurt am Main: Eichborn. ISBN 3-8218-0484-X
- 1999 Mimikry; Frankfurt am Main: Eichborn. ISBN 3-8218-0788-1
- 2002 Sterntaucher; Frankfurt am Main: Eichborn. ISBN 3-8218-0867-5
- 2004 Die ungeschminkte Wahrheit; München, Zürich: Piper. ISBN 3-492-27077-8
- 2005 Die Höhle der Löwin; München, Zürich: Piper. ISBN 3-492-27096-4
- 2007 Feuertod; München, Zürich: Piper. ISBN 3-492-27129-4

### Drehbücher
- 2009 Eigenheim (mit Hans Henner Hess; Fernsehfilm aus der Serie SOKO Wismar; Regie: Felix Herzogenrath)
- 2009  Drunter und drüber (Fernsehfilm aus der Serie SOKO Wismar; Regie: Hans-Christoph Blumenberg)
- 2009 … es wird Trauer sein und Schmerz (Fernsehfilm aus der Reihe Tatort, Regie: Friedemann Fromm)
- 2010 Der letzte Patient (Fernsehfilm aus der Reihe Tatort, Regie: Friedemann Fromm)
- 2013 Der Puppenspieler (Fernsehfilm aus der Reihe Der Kriminalist, Regie: Christian Görlitz)

### Sonstige
- mit Regina Schneider: Aldidente – 30 Tage preiswert schlemmen. Ein Discounter wird erforscht. (Kochbuch), Eichborn, Frankfurt am Main 1996, ISBN 3-8218-1389-X.
- mit Regina Schneider: All die Jahre wieder – Geschichten und Rezepte. (Kochbuch), Eichborn, Frankfurt am Main 1997, ISBN 3-8218-1469-1.
- mit Constanze Kleis: Wau! – die wunderbare Welt von Hund und Mensch. Eichborn, Frankfurt am Main 2001, ISBN 3-8218-3695-4.

## Auszeichnungen
- 2005 Deutscher Krimi Preis – National (Platz 1) für Die ungeschminkte Wahrheit
- 2006 Friedrich-Glauser-Preis für Die Höhle der Löwin (In der Begründung dazu: Astrid Paprotta hat mit „Die Höhle der Löwin“ einen Kriminalroman mit viel psychologischem Gespür für das Handeln ihrer Figuren geschrieben. Sie schildert in ihrem Kriminalroman nicht nur den Kampf zweier Frauen um Gerechtigkeit, sondern auch die unlösbaren Konflikte, in die Menschen geraten, wenn sie diesen Kampf konsequent betreiben.)
- 2008 Krimi des Jahres 2007 (Platz 6) in der KrimiWelt-Bestenliste für Feuertod